# Unit Gloria
Unit Gloria was eind jaren zestig en begin jaren zeventig een succesvolle popgroep uit Utrecht.
Tot 1969 heette de band Gloria, vanaf de single Our father werd dat Unit Gloria. De band trad in 1970 op in de Verenigde Staten.
Na het vertrek van Robert Long in 1971 begeleidde de band Alexander Curly op zijn nummer 1-hit I'll Never Drink Again en werd de band de vaste begeleidingsband van zangeres Bonnie St. Claire.

## Bezetting
- Robert Long
- Albert 'Mouse' Hol (gitaar)
- Gerrit 'Meep' Hol (drums)
- Marcel 'Hoss' van Hardeveld (basgitaar)

Van Hardeveld werd in 1974 vervangen door Ed Swanenberg en de gebroeders Hol in 1976 door Rob Metz (gitaar) en Frans Meijer (drums). In de nadagen speelde Jan Rietman enige tijd toetsinstrumenten in de band.
Bekende hits waren The Last Seven Days, Our Father en met Bonnie St. Claire Clap your hands and stamp your feet (1972).
Zanger Robert Long overleed in 2006, bassist Marcel van Hardeveld in 2011. Ed Swanenberg overleed in 2021. Op 5 oktober 2024 overleed drummer Gerrit Hol op 79-jarige leeftijd.

## Albums
- 1969 - Mea Semper Gloria Vivet (als Gloria)
- 1970 - This is Robert Long (& Unit Gloria)
- 1971 - Ultrajectum
- 1972 - Clap your hands and stamp your feet (met Bonnie St. Claire)
- 1974 - The Rock Goes On (met Bonnie St. Claire)
- 1976 - Robert Long & Unit Gloria
- 1980 - The Best of Robert Long & Unit Gloria
- 1990 - The Orginal Hit Recordings And More
- 2001 - Clap your hands and stamp your feet (CD) (met Bonnie St. Claire)

## Singles
- 1968 - So Good to Dance / So It Goes (als Gloria)
- 1968 - Bitter Sweet / Tides of Life (als Gloria)
- 1969 - The Last Seven Days / The Merry Dance (als Gloria)
- 1969 - The Storm / So Good to Dance (als Gloria)
- 1969 - Our Life / From the Ends of Earth (als Gloria)
- 1969 - Wild Bird / To Make My Father Proud (als Gloria)
- 1970 - Were you there (als onderdeel van Package)
- 1970 - Our Father / Shadows on the Wall
- 1970 - Heartaches and Sorrows / Jimmy Jackson
- 1970 - Back in the Sun / See That Fool
- 1970 - Children Of Peace / Silent Night, Ave Maria
- 1971 - The Leader / Don't Upset Yourself
- 1971 - To You / Take a Heart
- 1972 - What's the Use / Johnny B.Goode

Unit Gloria met Bonnie St. Claire
- 1972 - Clap Your Hands And Stamp Your Feet / Catch Me Driver
- 1973 - Waikiki Man / Will it Help Me
- 1974 - That's My Music - Manana Manana
- 1974 - Voulez-vous / That's My Music
- 1975 - Knock On My Door / Do You Feel Alright
- 1975 - Rocco ( Don´t Go ) / ( Like a ) Locomotion
- 1976 - Gloria

### NPO Radio 2 Top 2000
| Nummer met noteringen in de NPO Radio 2 Top 2000 | '99  | '00  | '01  | '02  | '03 | '04  | '05 | '06  | '07  | '08  | '09  | '10  | '11  | '12  |
| ------------------------------------------------ | ---- | ---- | ---- | ---- | --- | ---- | --- | ---- | ---- | ---- | ---- | ---- | ---- | ---- |
| The Last Seven Days                              | 1117 | 1580 | 1122 | 1234 | 977 | 1110 | 948 | 1057 | 1049 | 1044 | 1131 | 1084 | 1549 | 1921 |

1. ↑  Een vetgedrukt getal geeft de hoogste notering aan.
2. ↑  Deze tabel is bijgewerkt tot en met de meest recente editie (2024).